# Speyers domkyrka
Speyers domkyrka (tyska: Kaiser- und Mariendom zu Speyer) är en romersk-katolsk domkyrka i Speyer, Tyskland. Domkyrkan är den största fortfarande bevarade romanska kyrkan i världen och sedan 1981 ett världsarv.

## Byggnation

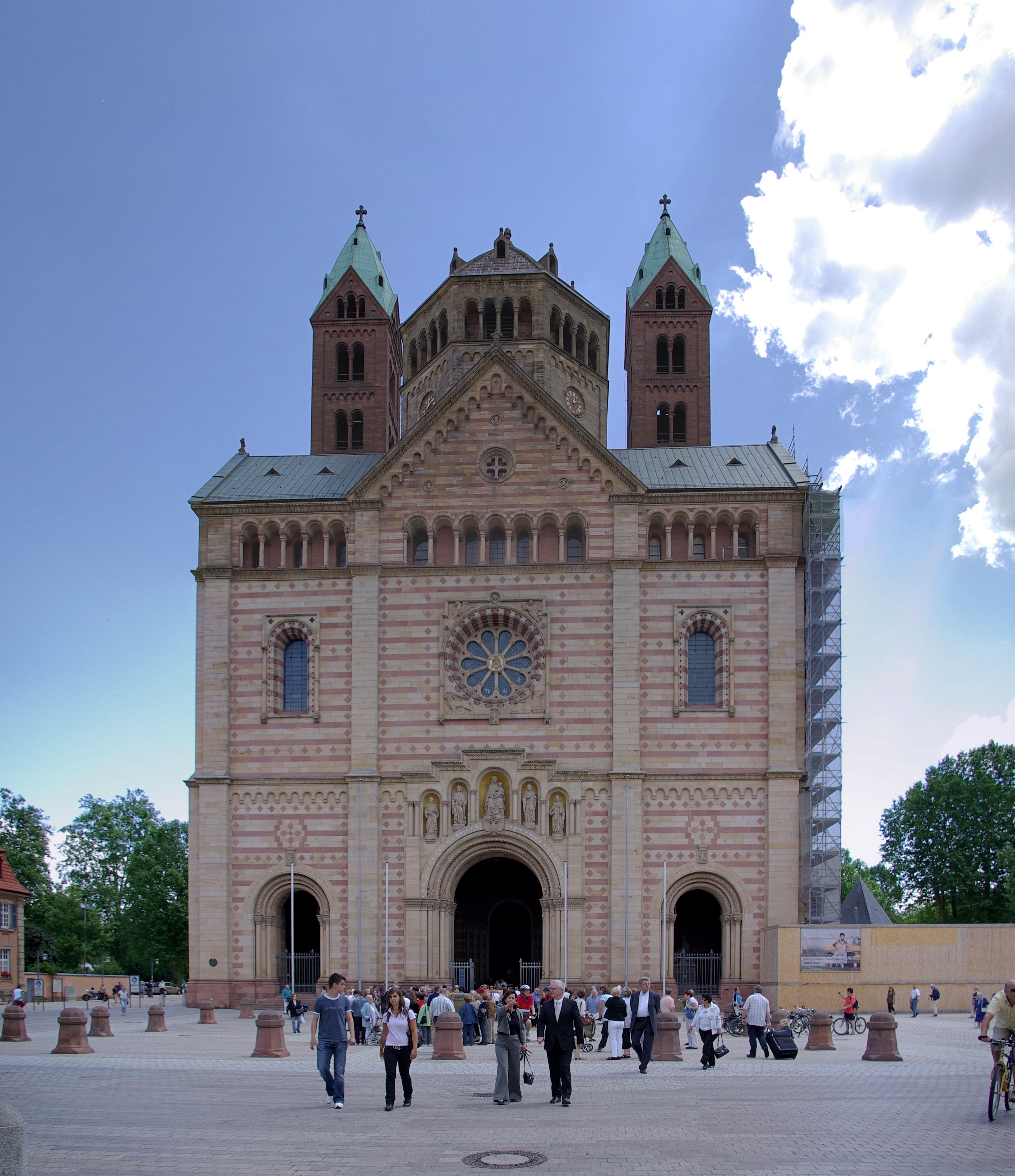
Domkyrkans portal

Den tysk-romerske kejsaren Konrad II började omkring 1030 att bygga kyrkan i syftet att skapa den största kyrkan i Europa. Han dog dock liksom hans son Henrik III innan kyrkan färdigställdes. Först under Henrik IV:s regeringstid invigdes kyrkan 1061.
Drygt 20 år senare bestämde sig Henrik IV för att riva domkyrkan till hälften för att återuppbygga den ännu större. När Henrik IV dog 1106 blev kyrkan färdigställd igen och var med en längd av 444 romerska fot och en bredd av 111 romerska fot den största byggnaden på den tiden.
När kyrkan färdigställdes hade Speyer bara 500 invånare. Därför måste man väl beakta kejsarens maktpolitiska ambitioner för att bygga en så stor byggnad i en så liten stad: Kejsaren ville inte bara ha makt på marken utan också makt i kyrkan. Domkyrkans prakt och storlek skulle understryka kejsarens anspråk mot påven.

## Förstörelse och återuppbyggnad
1689, under pfalziska tronföljdskriget, lagrade den speyerska befolkningen sina förmögenheter i domkyrkan i hopp om att den inte skulle brännas av franska soldater. Soldater trängde emellertid in i kyrkan och antände allt som förvarades i den. På grund av värme och eld förstördes en del av kyrkan, och även kejsarnas gravar öppnades och plundrades.
Först under andra hälften av 1700-talet fanns det tillräckligt mycket pengar för att återuppbygga kyrkan. Delar av kyrkan byggdes dock då i barockstil.

## Napoleonkrigen och senare historia
Under franska revolutionen gjorde folket uppror och förstörde alla altaren. 1806 tänkte man även att riva domkyrkan för att använda den som stenförråd till lokalbefolkningen. Den dåvarande ärkebiskopen i Mainz Joseph Ludwig Colmar lyckades dock förhindra detta. Napoleon I:s ateistiska soldater utnyttjade dock kyrkan som fähus och materiallager. Efter att Napoleon besegrats sanerades och invigdes kyrkan på nytt och dekorerades med freskomålningar. Målningarna vittrade dock med tiden, då de inte var av bästa kvalitet. Därför blev det i mitten av 1960-talet nödvändigt att renovera kyrkan igen. I samband med renoveringen togs huvuddelen av freskmålningarna bort och man försökte också att ersätta de tidigare barocka stilelementen med det ursprungliga romanska utseendet.

## Kyrkans utseende genom åren

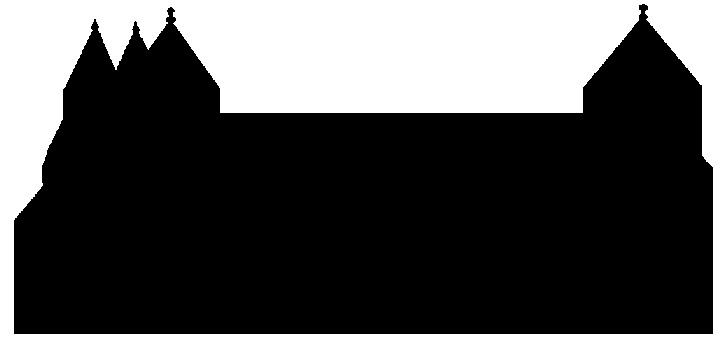
1061
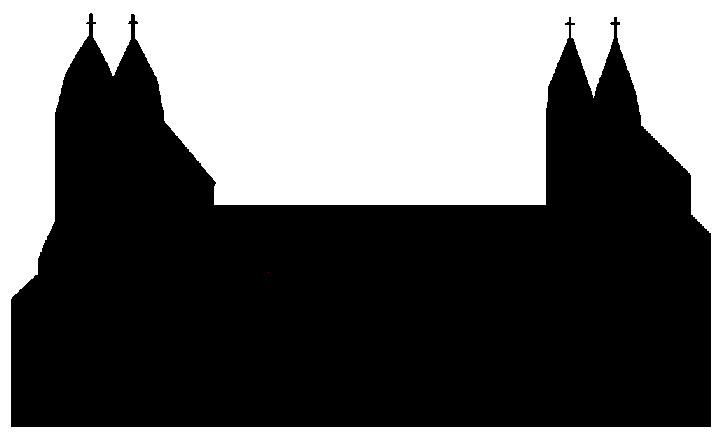
1135
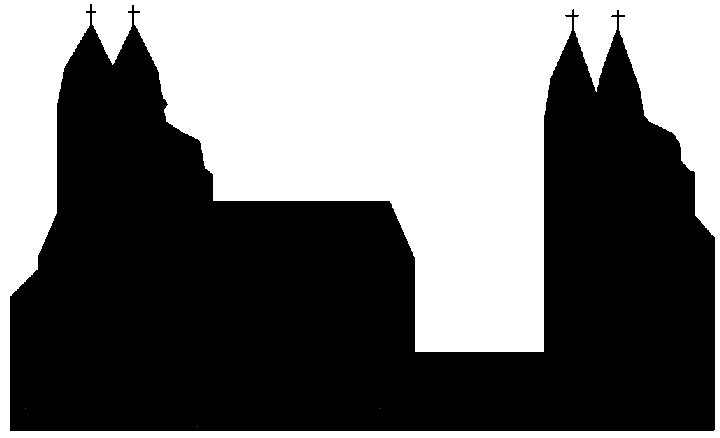
1754
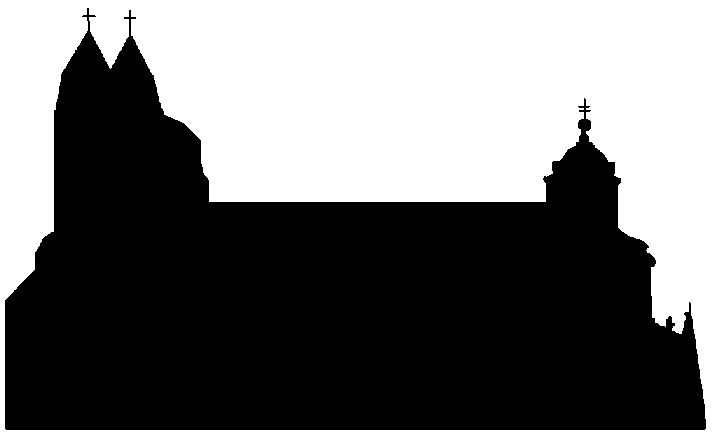
1854
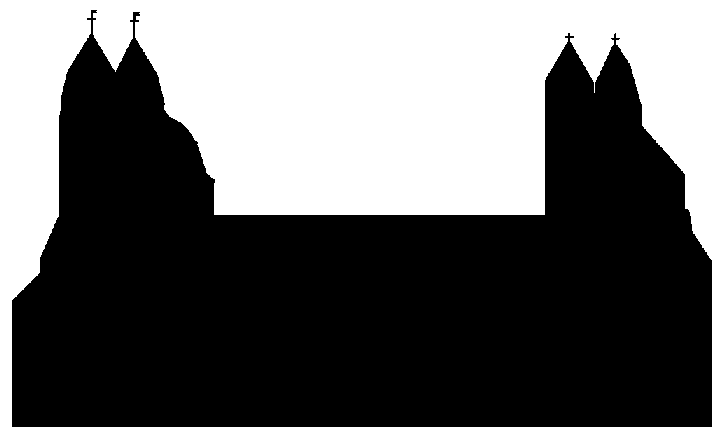
1967

## Krypta
I Speyers domkyrkas krypta begravdes 8 tyska kungar och kejsare:
- Konrad II († 1039) och hans fru Gisela († 1043)
- Henrik III († 1056), son till Konrad II
- Henrik IV († 1106), son till Henrik III och hans fru Berta († 1087)
- Henrik V († 1125), son till Henrik IV
- Kung Philipp von Schwaben († 1208), son till Fredrik Barbarossa
- Kung Rudolf von Habsburg († 1291)
- Kung Adolf von Nassau († 1298)
- Kung Albrecht von Österreich († 1308), son till Rudolf von Habsburg

## Tekniska data
- Kyrkans längd: 134 m
- Mittskeppets höjd: 33 m
- Kyrkans bredd: 37,62 m
- Östtornens höjd: 71,20 m
- Västtornens höjd: 65,60 m

## Källhänvisningar
1. ↑  ”Speyer den 7. Martij”. Ordinarie Stockholmiske Posttijdender:  s. 7. 25 mars 1689. https://tidningar.kb.se/2979645/1689-03-25/edition/145134/part/1/page/7/.